# Perfect Blue
Perfect Blue (パーフェクトブルー, Pāfekuto Burū) é uma animação japonesa de suspense psicológico, dirigido por Satoshi Kon, e baseado no romance do mesmo nome de Yoshikazu Takeuchi.[carece de fontes?] No Brasil, o filme foi lançado em DVD pela 1.º vez em uma coletânea com clássicos da animação, e em breve será lançado em uma edição especial de colecionador em blu-ray, pela Obras Primas do Cinema.

## Enredo
Em Perfect Blue, Mima Kirigoe é membro de uma banda de música pop japonesa (j-pop), chamada "CHAM!", que decide deixar a banda para se dedicar à carreira de atriz. Alguns fãs ficam descontentes com a repentina mudança de carreira, pois Mima, sendo um ídolo pop, é vista como uma menina inocente e angelical.
Conforme avança em sua nova carreira, Mima mergulha em um intenso drama psicológico no qual fantasia e realidade se confundem colocando em dúvida sua ética.

## Elenco
- Junko Iwao como Mima Kirigoe, protagonista
- Rica Matsumoto como Rumi, assessora de Mima
- Shinpachi Tsuji como Tadokoro, gerente de Mima
- Masaaki Ōkura como Uchida, perseguidor Me-Mania
- Yōsuke Akimoto como Tejim
- Yoku Shioya como Takao Shibuya
- Hideyuki Hori como Sakuragi
- Emi Shinohara como Eri Ochiai, atriz
- Masashi Ebara como Murano
- Kiyoyuki Yanada como diretor do Double Blind
- Tōru Furusawa como Yatazaki
- Emiko Furukawa e Shiho Niiyama como Yukiko e Rei, integrantes do grupo "CHAM".
- Akio Suyama como Tadashi Doi

## Prêmios e Indicações
O filme recebeu vários prêmios e indicações:
| Ano  | Prêmio                 | Categoria             | Recipiente  | Resultado |
| ---- | ---------------------- | --------------------- | ----------- | --------- |
| 1997 | Fantasia Film Festival | Best Asian Film       | Satoshi Kon | Venceu    |
| 1998 | Fantasporto            | Best Film - Animation | Satoshi Kon | Venceu    |
| 1998 | Fantasporto            | Best Film             | Satoshi Kon | Indicado  |
| 2000 | B-Movie Film Festival  | Best Animated Feature | Satoshi Kon | Venceu    |
| 2000 | Golden Reel Award      | Best Sound Editing    |             | Indicado  |

## Influências
É possível notar a influência de Perfect Blue em grandes produções americanas como Cisne Negro e Réquiem Para um Sonho, ambas do diretor Darren Aronofsky. Apesar de fãs acreditarem que Darren comprou os direitos de imagem de Perfect Blue para reproduzir a cena da banheira no filme Réquiem Para um Sonho, o próprio Satoshi Kon teria afirmado em seu blog pessoal que houve negociações para a compra de direitos, porém que nunca foram finalizadas, fazendo assim com que Darren nunca tenha adquirido, de fato, os direitos de Perfect Blue. Darren e Satoshi Kon teriam se conhecido em 2001, onde Darren teria dito a Kon que a cena utilizada em Réquiem Para um Sonho tinha sido uma homenagem ao trabalho do diretor japonês. Apesar de Darren ter entendido a resposta de Kon como positiva, Satoshi Kon teria escrito: "Eu me sinto patético. É uma história lamentável quando a pessoa a quem se presta homenagem tem menos reconhecimento de nome, menos credibilidade social e menos orçamento para gastar."
Em Cisne Negro, há diversas semelhanças narrativas e entre a personalidade das protagonistas que mergulham em um drama psicológico no qual fantasia e realidade se confundem, além de outras cenas que tornam as semelhanças bastante perceptíveis.  Apesar de reconhecer tais semelhanças, o diretor afirma que Perfect Blue não foi uma influência.